# Amt Templin-Land
Das Amt Templin-Land war ein 1992 gebildetes Amt im Land Brandenburg, in dem sich 14 Gemeinden des damaligen Kreises Templin (heute Landkreis Uckermark, Brandenburg) zu einem Verwaltungsverbund zusammengeschlossen hatten. Amtssitz war in der Stadt Templin. Das Amt Templin-Land wurde 2003 wieder aufgelöst.

## Geographische Lage
Das Amt Templin-Land umschloss die amtsfreie Stadt Templin fast vollständig; lediglich im Osten grenzte das Amt Gerswalde direkt an das Stadtgebiet von Templin. Das Amt Templin-Land grenzte im Norden an das Amt Lychen und das Amt Boitzenburg/Uckermark, im Nordosten an das Amt Gerswalde, im Südosten an das Amt Joachimsthal (Schorfheide), im Süden an das Amt Zehdenick und Gemeinden und im Westen an das Amt Fürstenberg.

## Geschichte
Am 4. August 1992 erteilte der Minister des Innern des Landes Brandenburg seine Zustimmung zur Bildung des Amtes Templin-Land. Als Zeitpunkt des Zustandekommens des Amtes wurde der 10. August 1992 festgelegt. Das Amt hatte seinen Sitz in der amtsfreien Stadt Templin und bestand aus 14 Gemeinden im damaligen Kreis Templin:
1. Beutel
2. Densow
3. Gandenitz
4. Gollin
5. Groß Dölln
6. Grunewald
7. Hammelspring
8. Herzfelde
9. Klosterwalde
10. Petznick
11. Ringenwalde
12. Röddelin
13. Storkow
14. Vietmannsdorf

Das Amt Templin-Land hatte zum 31. Dezember 1992 4928 Einwohner. Die Gemeinde Ringenwalde des Amtes Templin-Land und die Gemeinde Temmen des Amtes Gerswalde bildeten zum 31. Dezember 2001 die neue Gemeinde Temmen-Ringenwalde, die dem Amt Gerswalde zugeordnet wurde. Zum 26. Oktober 2003 wurden die Gemeinden Beutel, Densow, Gandenitz, Gollin, Groß Dölln, Grunewald, Hammelspring, Herzfelde, Klosterwalde, Petznick, Röddelin, Storkow und Vietmannsdorf per Gesetz in die Stadt Templin eingegliedert. Das Amt Templin-Land wurde zum selben Zeitpunkt aufgelöst. Die Gemeinden Beutel und Groß Dölln legten kommunale Verfassungsbeschwerde beim Verfassungsgericht des Landes Brandenburg gegen ihre gesetzlich verordnete Eingliederung in die Stadt Templin ein, die jedoch zurückgewiesen wurde. Das Amt Templin-Land hatte zum 31. Dezember 2002 noch 4224 Einwohner.

## Amtsdirektorin
Amtsdirektorin war Heike Droebes.

## Belege
1. ↑  Bildung der Ämter Gumtow, Plattenburg und Schradenland. Bekanntmachung des Ministers des Innern vom 4. August 1992. Amtsblatt für Brandenburg - Gemeinsames Ministerialblatt für das Land Brandenburg, 3. Jahrgang, Nummer 62, 25. August 1992, S. 1054/5.
2. 1 2  Beitrag zur Statistik Landesbetrieb für Datenverarbeitung und Statistik Historisches Gemeindeverzeichnis des Landes Brandenburg 1875 bis 2005 19.15 Landkreis Uckermark PDF
3. ↑  Fünftes Gesetz zur landesweiten Gemeindegebietsreform betreffend die Landkreise Barnim, Märkisch-Oderland, Oberhavel, Ostprignitz-Ruppin, Prignitz, Uckermark (5.GemGebRefGBbg) vom 24. März 2003 (Gesetz- und Verordnungsblatt für das Land Brandenburg, I (Gesetze), 2003, Nr. 05, S. 82), geändert durch Gesetz vom 1. Juli 2003 (Gesetz- und Verordnungsblatt für das Land Brandenburg, I (Gesetze), 2003, Nr. 10, S. 187)
4. ↑  Kommunale Verfassungsbeschwerde der Gemeinde Beutel
5. ↑  Kommunale Verfassungsbeschwerde der Gemeinde Groß Dölln
6. ↑  Stationen der Feuerwehr

## Weblink
- Ältere, nicht mehr gepflegte Website des Amtes Templin-Land